# Lishan (köping i Kina, Sichuan)
Lishan (kinesiska: 立山镇, 立山) är en köping i Kina. Den ligger i provinsen Sichuan, i den sydvästra delen av landet, omkring 280 kilometer öster om provinshuvudstaden Chengdu. Antalet invånare är 31 509. Befolkningen består av 15 181 kvinnor och 16 328 män. Barn under 15 år utgör 18,0 %, vuxna 15-64 år 69 %, och äldre över 65 år 11,0 %.
Genomsnittlig årsnederbörd är 1 545 millimeter. Den regnigaste månaden är september, med i genomsnitt 280 mm nederbörd, och den torraste är december, med 8 mm nederbörd.